# いよてつ友の会
株式会社いよてつ友の会（いよてつとものかい）は、松山市に本社を置く伊予鉄グループの企業である。

## 沿革
- 2001年（平成13年）6月：会員募集開始。
- 2009年（平成21年）11月：お買物券から会員証・お買物カードへ変更。